# Юберрот, Питер
Питер Виктор Юберрот (англ. Peter Victor Ueberroth; 2 сентября 1937) — президент Организационного комитета летних Олимпийских игр 1984 года в Лос-Анджелесе.

## Биография
В 1959 году окончил со степенью бакалавра делового администрирования университет штата Калифорния в Сан-Хосе.
Стал управляющим и вице-президентом авиакомпании Trans International, затем создал компанию Transportation Consultants — централизованную систему для резервирования билетов малых авиалиний и пассажирских судов, а также номеров в гостиницах, которая входила в холдинг First Transport Corporation.
26 марта 1979 года избран президентом Оргкомитета летних Олимпийских игр 1984 года в Лос-Анджелесе. Ввиду отказа городских властей от участия в финансировании проекта, Юберрот сумел привлечь достаточную для организации игр сумму частных инвестиций. В частности, телекомпания ABC заплатила за права на трансляцию 225 миллионов долларов, а 75 миллионов поступили от иностранных вещателей. Кроме того, Юберрот организовал кампании подписки и рекламные кампании, в том числе в связи с 82-дневной эстафетой Олимпийского огня. В итоге финансовым результатом Олимпийских игр стал доход в 200 миллионов долларов.
В 1984 году журнал «Time» назвал Юберрота «человеком года».
В 1984—1987 годах Юберрот являлся комиссаром Главной лиги бейсбола.
В 1986 году вошёл в совет директоров The Coca-Cola Company, впоследствии участвовал в управлении другими компаниями.
В 2003 году принял участие в губернаторских выборах в Калифорнии и с 25 134 голосами (0,29 %) занял шестое место (победителем тогда стал Арнольд Шварценеггер).

## Личная жизнь
В 1959 году женился на Вирджинии Мэй Николаус. У пары четверо детей.